# 汉中门大桥
汉中门大桥位于江苏省南京市，跨越外秦淮河连接鼓楼区和建邺区，2006年开始进行改造，两年后工程完成并通车，对解决南京主城与河西地区的交通拥堵问题有一定作用。
2009年12月，有市民发现汉中门大桥桥体存在多处裂缝并进行了投诉，然而施工单位在接到举报后仅用胶水糊上裂缝，施工方不负责任的行为使该桥被称为“桥粘粘”，事发后，南京市建委向市民表示道歉，但同时也表示，开裂并不会对桥体安全造成影响。此外，南京市建委已对此立案调查，并表示维修所需的费用将完全由施工方承担。